# Emil Mundt
Emil Gustav "Miel" Mundt (Sukabumi, Índies Orientals Neerlandeses, 30 de maig de 1880 – Rotterdam, 17 de juliol de 1949) va ser un futbolista neerlandès que va competir a començaments del segle xx. Jugà com a centrecampista i en el seu palmarès destaca una medalla de bronze en la competició de futbol dels Jocs Olímpics de Londres de 1908 i la Lliga neerlandesa de futbol de la temporada 1906-07.
A la selecció nacional jugà un total de 4 partits, en què no marcà cap gol.